# Borgomaro
Borgomaro (en ligur Borgomâ) és un comune italià, situat a la regió de la Ligúria i a la província d'Imperia. El 2011 tenia 863 habitants.

## Geografia
El comune comprèn gran part de la vall del Maro, al nord d'Imperia. Té una superfície de 23,44 km² i les frazioni de Candeasco, Conio, Maro Castello, San Bernardo di Conio, San Lazzaro Reale, Ville San Pietro i Ville San Sebastiano. Limita amb les comunes d'Aurigo, Caravonica, Carpasio, Chiusanico, Lucinasco, Pieve di Teco, Prelà, Rezzo i Vasia.